# 이치류사이 테이유우
이치류사이 테이유우(일본어: 一龍斎 貞友, 본명: 스즈키 미에, 1958년 6월 20일 ~ )는 일본의 여자 성우, 강담사, 나레이터이다.

## 출연작
- 짱구는 못말려 - 사토 마사오
  - 짱구는 못말려 극장판: 신혼여행 허리케인 ~사라진 아빠~ - 사토 마사오
  - 짱구는 못말려 극장판: 동물소환 닌자 배꼽수비대 - 사토 마사오
  - 극장판 짱구는 못말려: 우리들의 공룡일기 - 사토 마사오
- 더☆도라에몽즈 - 도라리뇨
- 캡틴 츠바사 - 마츠야마 히카루